# گوردخمه سراب بادیه
گور دخمه سراب بادیه مربوط به دوره ساسانیان است و در شهرستان هرسین، روستای سراب بادیه کرمانشاه واقع شده و این اثر در تاریخ ۱۰ دی ۱۳۸۱ با شمارهٔ ثبت ۶۹۹۷ به‌عنوان یکی از آثار ملی ایران به ثبت رسیده است.